# المحلل الطيفي التصويري للمقراب الفضائي

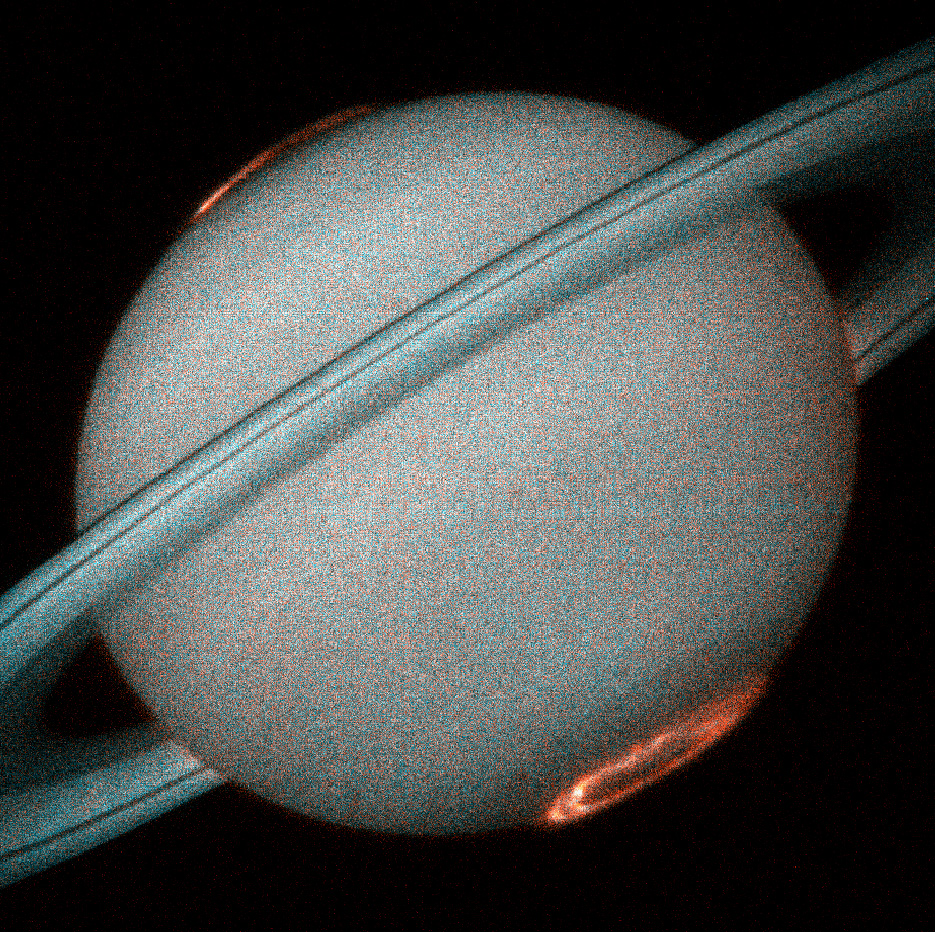
صورة إلتقطها المحلِّل الطَّيفي التَّصويري للمقراب الفضائي يوضح فيه الشفق القطبي على كوكب زحل.

المحلل الطيفي التصويري للمقراب الفضائي (بالإنجليزية: Space Telescope Imaging Spectrograph)‏ (STIS) هُو جهاز يستطيع فيه مُشاهدة الضَّوء الفوق بنفسجي وكذلك الضَّوء المرئي والقريب من الأشعَّة التَّحت حمراء. موجود هذا الجهاز في مرصد هابل الفضائي. اخترعه مُهندس الطيران في مركز غودارد لرحلات الفضاء Bruce Woodgate.